# جوني بريان
جوني بريان (بالإنجليزية: Johnny Bryan)‏ هو لاعب كرة قدم أمريكية أمريكي، ولد في 28 فبراير 1897 في شيكاغو في الولايات المتحدة، وتوفي في 1 يوليو 1966 في فورت كولنز في الولايات المتحدة.